# Google網際加速器
Google Web Accelerator（Google網際加速器）是使用「Google全球計算機網路」技術的一款網頁瀏覽加速軟體。由於此軟體仍處於測試階段，對某些網頁的加速效果會不明顯，而且對加密網頁（如Https）無任何加速作用。本質上它是一種代理中轉軟體。Google Web Accelerator便於使用，下載並安裝後即自動加快網頁的加載。
Google Web Accelerator利用多種方案加速頁面下載速度：
- 發送的頁面請求將通過Google專用加速伺服器來處理。
- 只下載有更新的網頁。
- 預先加載特定網頁。
- 管理網路連接以減少時延。
- 接收的數據經壓縮。

Google Web Accelerator 只針對網頁瀏覽加速，對大文件下載（如mp3，流媒體等）則沒有效果。
該軟體目前默認支持瀏覽器Mozilla Firefox1.0+和Internet Explorer5.5+。對於其他瀏覽器需要手動配置代理伺服器。
2005年5月8日，谷歌公司在中文網頁上取消了該軟體的下載。Google官方宣稱原因是已經達到其伺服器最大負載。但有人推測可能另有原因，例如因它類似翻墙軟體的性質而不受中國政府歡迎。
目前，該軟體在中國大陸的部分地區不能起到加速作用，估計是受到了網路封鎖。